# Obscuromyia westralica
Obscuromyia westralica là một loài ruồi trong họ Tachinidae.